# Johann Christian Loers
Johann Christian Loers oder Lörs (* 25. April 1675 in Duisburg; † 1743 ebenda) war ein deutscher reformierter Geistlicher, Theologe und Hochschullehrer.

## Leben
Loers war Sohn eines Predigers. Er studierte an der Universität Duisburg sowie an der Universität Franeker. 1698 wurde er durch einen Freiherren Strünkede als Prediger nach Strünkede berufen. 1702 folgte er einem Ruf als Prediger nach Homberg, bevor ihm 1706 ein Predigeramt in seiner Heimatstadt übertragen wurde.
Loers wurde 1717 an der Duisburger Universität zum Doktor der Theologie promoviert und im gleichen Jahr ordentlicher Professor der Theologie. In den Jahren 1722, 1726 und 1738 amtierte er als Rektor der Universität. Von Loers sind auch geistliche Lieder überliefert.
Der reformierte Prediger und Kirchenlieddichter Arnold Lörs († 1718) war sein Vetter.

## Werke (Auswahl)
- Geistliche Lieder und Gedichte, Duisburg 1715.
- Bibliotheca Historico-Philologico-Theologica, Brauer, Bremen 1719.
- Dissertatio Theologica De Pulveris Excussione Et Ablutione, Sas, Duisburg 1724.
- Dissertatio Theologica De Matrimonio Hoseae, Justa Serie Fata X Tribuum, Samaritanorum Et Judaeorum Pingente, 2 Teile, Sas, Duisburg 1728.
- De Matrimonii Hoseae Significatu Spirituali, Sas, Duisburg 1729.
- Süße Gedanken von dem Zustande der Heiligen in und nach dem Tod, Wesel 1747 (herausgegeben von Johann Heinrich Karsten).